# ぽけっとカード
ぽけっとカード（ぽけっとかーど）は、相模鉄道が2006年まで発売していた鉄道用プリペイドカード。

## 歴史

### ぽけっとカード
- 1988年に相模鉄道の自動券売機での乗車券購入ができる金券カードとして発売を開始した。
- 現在、初代のぽけっとカードの発売は終了したが、引き続き自動券売機での切符の購入や自動精算機での乗り越し精算に使用できる。

### SFぽけっとカード
- 2000年10月14日に関東の私鉄・地下鉄で使用できるパスネット開始に伴い、パスネット及び自動改札機対応のSFぽけっとカードの発売を開始した。
- 導入当初はカードの図柄に「パスネット」と「SFぽけっとカード」が表記されていた。PASMO導入まで発売されていたレギュラーカード及びオーダーメイドカードについては「パスネット」のみの表記になっており、「SFぽけっとカード」の文字は表記されていなかった。

## PASMO導入・取扱終了へ
2007年3月18日にパスネット・バス共通カードの導入事業者がJR東日本の「Suica」と相互利用するICカード「PASMO」が導入された。ただし、同日以降もしばらくの間はSFぽけっとカードが使用可能である。
PASMOの普及に伴い2008年1月10日の終電をもってSFぽけっとカードを含むパスネットカードの販売が導入全社局で終了し、2008年3月14日の終電をもってパスネットカードは自動改札機での利用ができなくなった。なお、残額のあるカードは同年3月15日以降無手数料での払い戻しや、PASMOへの残額の移行を行っているほか、自動券売機での切符の購入や、自動精算機・有人改札での精算には引き続き利用できる。
また『SF』表記のない旧式のぽけっとカードについても、上記と同様に払戻の取り扱いを行っている。
その後、利用状況の減少・PASMOへの代替が進んだことに鑑み、旧ぽけっとカードならびにSFぽけっとカード（パスネット）の利用を2015年3月31日をもって終了すると共に、払い戻しの取り扱いを資金決済に関する法律に基づいて2018年1月31日をもって終了することが明らかになった。